# Subarctisch klimaat
| ■ Dsc ■ Dsd |  | ■ Dwc ■ Dwd |  | ■ Dfc ■ Dfd |

Wereldwijd voorkomen van een subarctisch klimaat

Een subarctisch klimaat, subpolair klimaat, boreaal klimaat of taigaklimaat (Köppen: Dfc, Dwc, Dsc, Dfd, Dwd en Dsd) is een landklimaat dat wordt gekarakteriseerd door zeer koude en lange winters en korte maar warme zomers. 
Dit type klimaat komt voor op grote landmassa's op het noordelijk halfrond ver weg van de matigende effecten van oceanen, meestal op breedtegraden van 50° tot 70° NB. Op het zuidelijk halfrond komt het subarctisch klimaat niet voor, door de afwezigheid van grote landmassa's.

## Temperaturen
Het subarctisch klimaat kent een van de grootste temperatuurschommelingen met de seizoenen op aarde. In de winter kunnen de temperaturen dalen tot −40°C en in de zomer kan de temperatuur oplopen tot 30°C. De zomers zijn kort, ze duren ten minste één, maar vaak niet meer dan drie maanden per jaar en hebben een 24 uursgemiddelde van ten minste 10°C. In de richting van de polen heeft de warmste maand vaak een gemiddelde temperatuur van minder dan 10°C. Het klimaat loopt daar over naar een toendraklimaat, waar vegetatie nog moeilijker kan groeien.
Het meest extreme subarctische klimaat (Dfd) komt alleen voor in het oosten van Siberië. De temperaturen kunnen hier schommelen tussen -70°C en +30°C. Bekende voorbeelden zijn Ojmjakon en Verchojansk.

## Voorkomen
Het subarctische klimaat komt voor in de volgende gebieden:
- Een groot deel van Siberië en het Russische Verre Oosten
- De noordelijke helft van Scandinavië (in kustgebieden heersen hierbij zachte winters)
- Een groot deel van Alaska
- Een groot deel van Canada vanaf ongeveer 50° NB tot de boomgrens, waaronder:
  - Het schiereiland Labrador (behalve het uiterste noorden)
  - Hoger gelegen gebieden van Newfoundland
  - Het uiterste noorden van Ontario
  - Het noordelijk deel van de prairieprovincies (Manitoba, Saskatchewan en Alberta)
  - Het grootste deel van Yukon
  - Het grootste deel van de Northwest Territories
- Het zuiden van IJsland

## Bodems, bodemgebruik en vegetatie
Doordat de temperatuur er 5 tot 7 achtereenvolgende maanden onder nul ligt, bevriest al het vocht in de bodem en onderbodem vaak permanent. De zomerwarmte zorgt voor de dooi van 0,6 tot 4 meter. In grote gebieden heerst de permafrost. De mate van indooi hangt af van de breedtegraad, hellingshoek van de bodem en het bodemtype. Sommige noordelijke gebieden met het subarctisch klimaat die in de buurt van oceanen liggen, hebben zachtere winters en geen permafrost, waardoor ze beter geschikt zijn voor landbouw. Voorbeelden hiervan zijn zuidelijk Alaska en de noordelijke rand van Europa.
De vorstvrije periode is erg kort (gemiddeld 45 tot maximaal 100 dagen) en in veel gebieden is in elke maand van het jaar vorst mogelijk. De vegetatie kent over het algemeen weinig diversiteit, omdat alleen zeer vorstbestendige soorten de lange winters kunnen verdragen en van de korte zomers kunnen profiteren. De bomen zijn meestal beperkt tot varens en wintergroene coniferen aangezien veel loofbomen de zeer lage wintertemperaturen niet kunnen overleven. Dit bostype wordt vaak aangeduid met taiga, een benaming die soms ook voor het klimaat dat er heerst wordt gebruikt. Hoewel de diversiteit laag is, zijn de bossen op de taiga wel de grootste ter wereld. De grootste arealen bevinden zich in Rusland en Canada.
De grond is veelal ongeschikt voor landbouw door de natuurlijke onvruchtbaarheid van de bodems en het voorkomen van moerassen en meren, die werden achtergelaten door de zich terugtrekkende ijskappen en de korte groeiseizoenen, die alleen de meest geharde gewassen. De lange zomerdagen maken echter het verbouwen van sommige gewassen soms wel mogelijk. In sommige gebieden heeft het ijs de onderliggende rotsbodem opengelegd en alle bodemdeeltjes weggevoerd. Op andere plaatsen hebben zich rotsbekkens gevormd en werden stromingen afgedamd, waardoor ontelbare meren zijn ontstaan.

## Neerslag en bodemverzadiging
De neerslag bedraagt vaak niet meer dan 350 tot 500 mm per jaar en vindt afgezien van de kustgebieden over het algemeen plaats in de warmere maanden. De lage neerslag is echter door de zeer lage evapotranspiratie vaak toch voldoende om de bodems in veel gebieden met een subarctisch klimaat met water te doen verzadigen.